# Tanycoryphus occultus
Tanycoryphus occultus är en stekelart som beskrevs av Wallace A. Steffan 1957. Tanycoryphus occultus ingår i släktet Tanycoryphus och familjen bredlårsteklar. Inga underarter finns listade i Catalogue of Life.